# Daumeray
Daumeray – miejscowość i dawna gmina we Francji, w regionie Kraj Loary, w departamencie Maine i Loara. W 2013 roku populacja gminy wynosiła 1564 mieszkańców. 
W dniu 1 stycznia 2017 roku z połączenia dwóch ówczesnych gmin – Daumeray oraz Morannes-sur-Sarthe – utworzono nową gminę Morannes-sur-Sarthe-Daumeray. Siedzibą gminy została miejscowość Morannes. 